# Heraltice
Heraltice (en allemand : Heraltitz, Heralditz) est un bourg (městys) du district de Třebíč, dans la région de Vysočina, en République tchèque. Sa population s'élevait à 364 habitants en 2020.

## Géographie
Heraltice se trouve à 9,3 km au sud-sud-est de Brtnice, à 11 km à l'ouest-nord-ouest de Třebíč, à 21 km au sud-est de Jihlava et à 134 km au sud-est de Prague.
La commune est limitée par Zašovice au nord, par Okříšky et Pokojovice à l'est, par Předín au sud et à l'ouest, et par Kněžice à l'ouest.

## Histoire
La première mention écrite de la localité date de 1256.

## Transports
Par la route, Heraltice se trouve à 9,5 km de Brtnice, à 13,4 km de Třebíč, à 22,2 km de Jihlava et à 153 km de Prague.